# Vacanze per un massacro
Pour plus de détails, voir Fiche technique et Distribution.
Vacanze per un massacro est un film italien réalisé par Fernando Di Leo et sorti en 1980.

## Synopsis
Le voleur Gio Brezzi s'évade de prison pour aller récupérer les biens volés avant son arrestation. Dans sa fuite, il tue deux paysans pour prendre leur voiture. Lorsqu'il atteint le chalet sur une colline où il avait caché le butin, il constate qu'il est dorénavant occupé par de nouveaux résidents : le couple Liliana et Sergio et Paola, la sœur de Liliana. Il attend que le couple parte faire une course pour s'introduire dans la maison. Il n'est pas insensible à la plastique de Paola, qu'il découvre se masturbant...

## Fiche technique
Sauf indication contraire, les informations mentionnées dans cette section peuvent être confirmées par la base de données cinématographiques IMDb,  présente dans la section « Liens externes ».
- Titre original : Vacanze per un massacro[1],[2] ou Madness[3]
- Titre français : Vacanze per un massacro
- Réalisation : Fernando Di Leo
- Scénario : Fernando Di Leo, Mario Gariazzo
- Photographie : Enrico Lucidi (it)
- Montage : Amedeo Giomini
- Musique : Luis Bacalov
- Costumes : Carolina Ferrara
- Décors : Francesco Cuppini
- Production : Armando Novelli
- Société de production : Midia Cinematografica
- Pays de production :  Italie
- Langue de tournage : italien
- Format : Couleur - 1,85:1 - Son mono - 35 mm
- Durée : 86 minutes
- Genre : Thriller érotique
- Dates de sortie :
  - Italie : 7 mars 1980
- Classification :
  - Italie : Interdit aux moins de 14 ans[3]

## Distribution
- Joe Dallesandro : Gio Brezzi
- Lorraine De Selle : Paola
- Patricia Behn : Liliana, la femme de Sergio
- Gianni Macchia : Sergio
- Omero Capanna : Le paysan assassiné par Gio

## Production
L'intrigue est tirée d'un récit de Mario Gariazzo, dont Fernando Di Leo avait contribué à scénariser le film La Fureur d'un flic (La mano spietata della legge). Les films de Gariazzo sont d'ailleurs co-produits par la société de production de Leo Daunia 70. Gariazzo se destinait au départ à réaliser le film.
Vacanze per un massacro a été tourné en l'espace de 12 jours, sur le Monte Guadagnolo à Capranica Prenestina, dans la province de Rome. Fernando Di Leo n'a pas été satisfait en visionnant le film fini, déclarant qu'il s'agissait « d'un film décidément décevant, y compris dans mon traitement des scènes de nu de Lorraine De Selle. C'est médiocre, non pas parce que j'ai mal fait, mais parce que je n'étais pas vraiment intéressé par le projet. » Il ajoute qu'il était « un simple tâcheron » sur le plateau. « On ne peut pas toujours faire ce que l'on veut, et fréquemment l'on sait pertinemment qu'on fait un mauvais film, mais on le fait quand même ».

## Exploitation
Vacanze per un massacro est distribué par Indipendenti Regionali dans les salles italiennes le 7 mars 1980. Il engrange les recettes décevantes de 25,3 millions de lires. Le film ne bénéficie pas de distribution dans les salles à l'étranger.
La film a par contre été distribué dans de nombreux pays en vidéo et DVD. Le DVD de Raro Vidéo présente le film en version complète de 86 minutes alors que la version disponible en flux et en vidéo à la demande sur Amazon Prime est la version de 76 minutes, censurée de nombreuses scènes érotiques.